# Suzy Becker
Pour les articles homonymes, voir Becker.
Suzanne (« Suzy ») Becker, née en 1962, est une auteure américaine, illustratrice, entrepreneuse, éducatrice et activiste sociale, connue pour des livres tels que All I Need to Know I Learned from My Cat (Tout ce que j'ai besoin de savoir, je l'ai appris de mon chat.)

## Jeunesse
Becker est diplômée de l'université Brown en 1984 avec un baccalauréat en économie et relations internationales. Elle a passé son premier été hors du collège à faire du vélo à 4 500 miles à travers les États-Unis. Après une brève période en tant que professeur de deuxième année à l'école américaine de Barcelone, elle a emménagé à Boston, Massachusetts où elle a commencé sa carrière d'écrivain.

## Carrière
Elle est surtout connue pour son livre à succès international de 1990, All I Need to Know I Learned from My Cat, qui s'est vendu à deux millions d'exemplaires et a passé 28 semaines sur la liste des best-sellers du New York Times, dont plusieurs au premier rang. [réf. nécessaire]
Becker a commencé comme rédactrice publicitaire à Boston. Le travail lui a permis d'affiner ses talents d'écriture perspicace et irrévérencieuse, qui deviendra plus tard sa marque de fabrique dans ses livres et dessins animés. En 1987, elle a fondé sa société de cartes de vœux, la Widget Factory, qui a été reconnue pour son humour, ses dessins pleins d'esprit et sa responsabilité sociale, dont elle a été présidente et propriétaire de 1987 à 1993, créant plus de 200 modèles de cartes, affiches et calendrier de l'Avent de maternité différents.
Pendant cette période, elle a également dirigé des projets de services nationaux, notamment Ride FAR, le premier bike-a-thon américain contre le VIH/SIDA. Ride FAR, ou le Ride for AIDS Resources, est un événement bisannuel qui donne 100% de tous les bénéfices collectés aux services pour les enfants et les adultes vivant avec le VIH/SIDA. À ce jour, la course a permis de recueillir plus de 1 100 000 $ pour les ressources contre le VIH/SIDA .
Suzy a finalement autorisé la Widget Factory, au début de l'année 1993, à accepter la nomination de "Compagnon" (fellow) de la Maison-Blanche, sous le président Bill Clinton de 1993 à 1994. Au retour de sa bourse à la Maison-Blanche, Becker a aidé à fonder et à enseigner la Francis W. Parker Charter Essential School, une école secondaire publique alternative dans le centre du Massachusetts. Elle a quitté l'école après quelques années pour se consacrer à l'écriture et à l'illustration à plein temps.
Les livres de Becker incluent Tout ce que j'ai besoin de savoir, que j'ai appris de mon chat dans la "Double-Platinum Collector's Edition Tout ce que j'ai besoin de savoir que j'ai appris de mon chat (et puis certains), My Dog's the World's Best Dog (Mon Chien, le Meilleur Chien du Monde) Manny's Cows: The Niagara Falls Tale, un mémoire illustré sur sa propre lutte et son rétablissement de la chirurgie cérébrale intitulé : J'ai eu une chirurgie cérébrale, quelle est votre excuse ?, et un livre de bord avec des coins de dentition pour les bébés intitulé Les livres sont pour la lecture.
Son livre le plus récent, Kids Make It Better, est un journal mondial de résolution de problèmes écrit pour les enfants de 6 à 10 ans. Le livre présente les profils des enfants de moins de 10 ans qui ont fait la différence, des journaux d'observation et un plan d'action « Améliorez-le ».
Le travail de Suzy est apparu dans diverses publications, dont Mademoiselle, Funny Times, The Best Contemporary Women's Humor, Grist, SEED et The Boston Globe . De plus, son travail a été commandé par la National Audubon Society, le musée américain d'histoire naturelle , la National Geographic Society et le Environmental Defense Fund Il a également été exposé en solo et des spectacles du groupe tout au long de la Nouvelle-Angleterre et de l'État de New York, et fait partie de la collection permanente au Musée de la bande dessinée et de la bande dessinée. Elle a illustré la bande dessinée Rhymes With Orange pendant que sa créatrice Hilary Price était en vacances, du 9 au 14 et 22 juin 2008.

## Liste des œuvres
- All I Need to Know I Learned from My Cat (1990)(Tout ce que j'ai besoin de savoir, j'ai appris de mon chat)
- The All Better Book (1992) (Le meilleur livre)
- All I Need to Know I Learned from My Cat- 1993 Calendar (1992) (Tout ce que j'ai besoin de savoir que j'ai appris de mon chat)
- All I Need to Know I Learned from My Cat- 1994 Calendar (1993) (Tout ce que j'ai besoin de savoir que j'ai appris de mon chat )
- My Dog's the World's Best Dog (1995) (Mon chien est le meilleur chien du monde)
- There's a Cat in My Kitchen, Magnetic Kitchen Calendar- 2004 (2003) (Il y a un chat dans ma cuisine, Calendrier magnétique de cuisine)
- I Had Brain Surgery, What's Your Excuse? (2005) (J'ai eu une chirurgie du cerveau, quelle est votre excuse?)
- Manny's Cows: The Niagara Falls Tale (2006)
- All I Need to Know I Learned from My Cat (and Then Some). The Double-Platinum Collector's Edition (2007) (Tout ce que j'ai besoin de savoir, que j'ai appris de mon chat (puis de certains).)
- Books Are for Reading (2009) (Les livres sont pour la lecture)
- Kids Make it Better (2011)
- Kate the Great, Except When She's Not (2014)(Kate la Grande, sauf quand elle ne l'est pas)
- Kate the Great: Winner Takes All (2016)

## Prix / distinctions
- New England Women Business Owners Woman of the Year (1992) [2]
- Prix A World of Difference de la Ligue anti-diffamation pour son engagement dans des initiatives de service communautaire [2]
- Bourse de la Maison-Blanche (1993–1994) [4]
- Bunting Fellowship du Radcliffe Institute for Advanced Study de l'université Harvard (1999-2000) [2]
- Les travaux ont été commandés par la Société nationale Audubon, le musée américain d'histoire naturelle, la National Geographic Society et le Environmental Defense Fund[réf. nécessaire].